# Province de Huanca Sancos
La province de Huanca Sancos (en espagnol : Provincia de Huanca Sancos) est l'une des onze provinces de la région d'Ayacucho, au sud du Pérou. Son chef-lieu est la ville de Huanca Sancos.

## Géographie
La province couvre une superficie de 2 862,33 km2. Elle est limitée au nord et au nord-est par la province de Victor Fajardo, au sud-est et au sud par la province de Lucanas et à l'ouest par la région de Huancavelica.

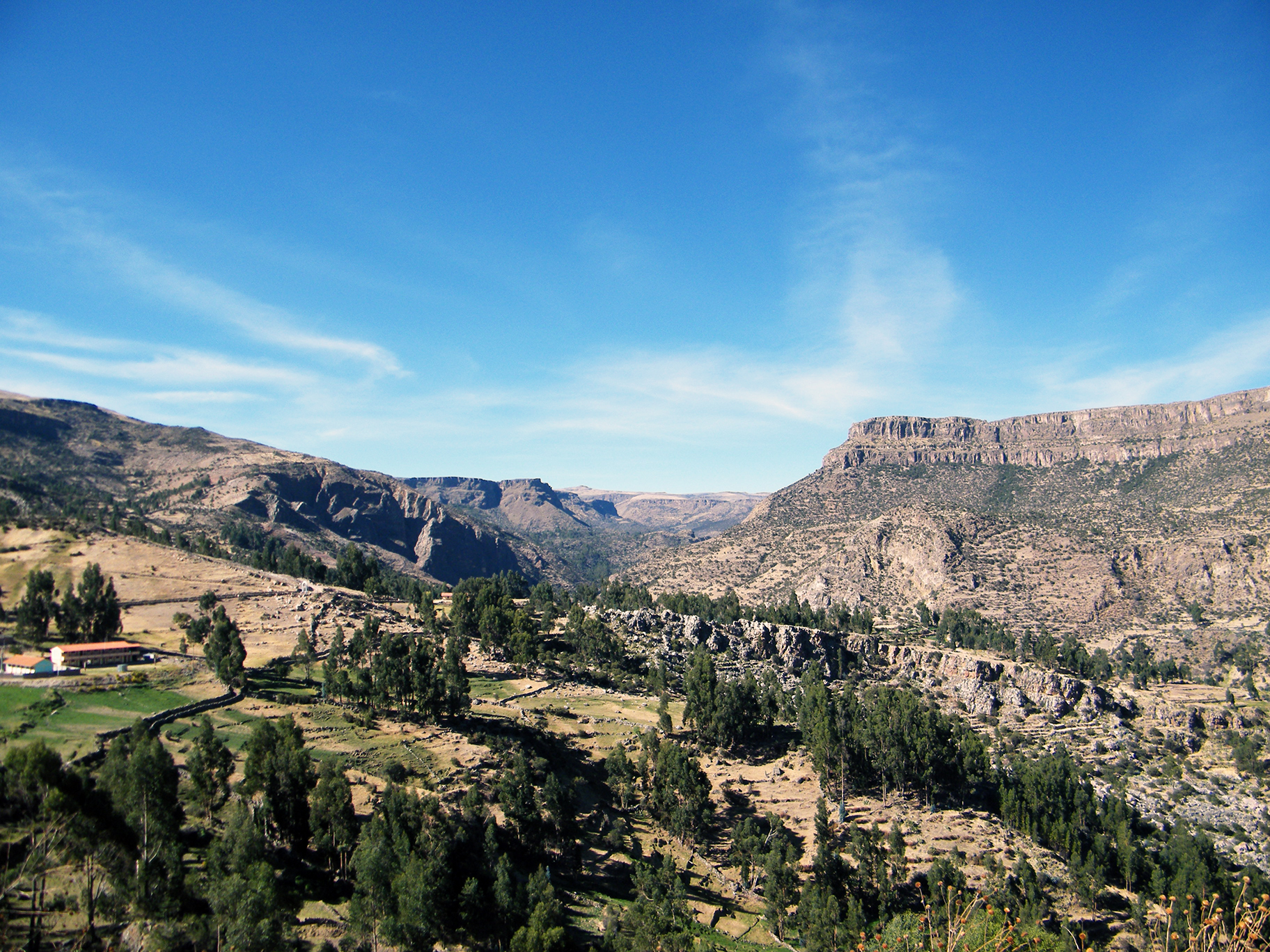
Paysage du bassin de la rivière Qaracha, extérieurs de Sacsamarca.

## Histoire
Le 3 avril 1983, un groupe de rebelles de l'organisation révolutionnaire Sentier lumineux entra dans la ville de Lucanamarca et massacra 69 habitants.

## Population
La population de la province s'élevait à 12 120 habitants en 2005.

## Subdivisions
La province de Huanca Sancos est divisée en quatre districts (en espagnol : distritos ; singulier : distrito) :
- Carapo (Carapo)
- Huanca Sancos (Huanca Sancos)
- Sacsamarca (Sacsamarca)
- Lucanamarca (Santiago de Lucanamarca)